# Talmontiers
Talmontiers est une commune française située dans le département de l'Oise, en région Hauts-de-France.

## Géographie

### Situation

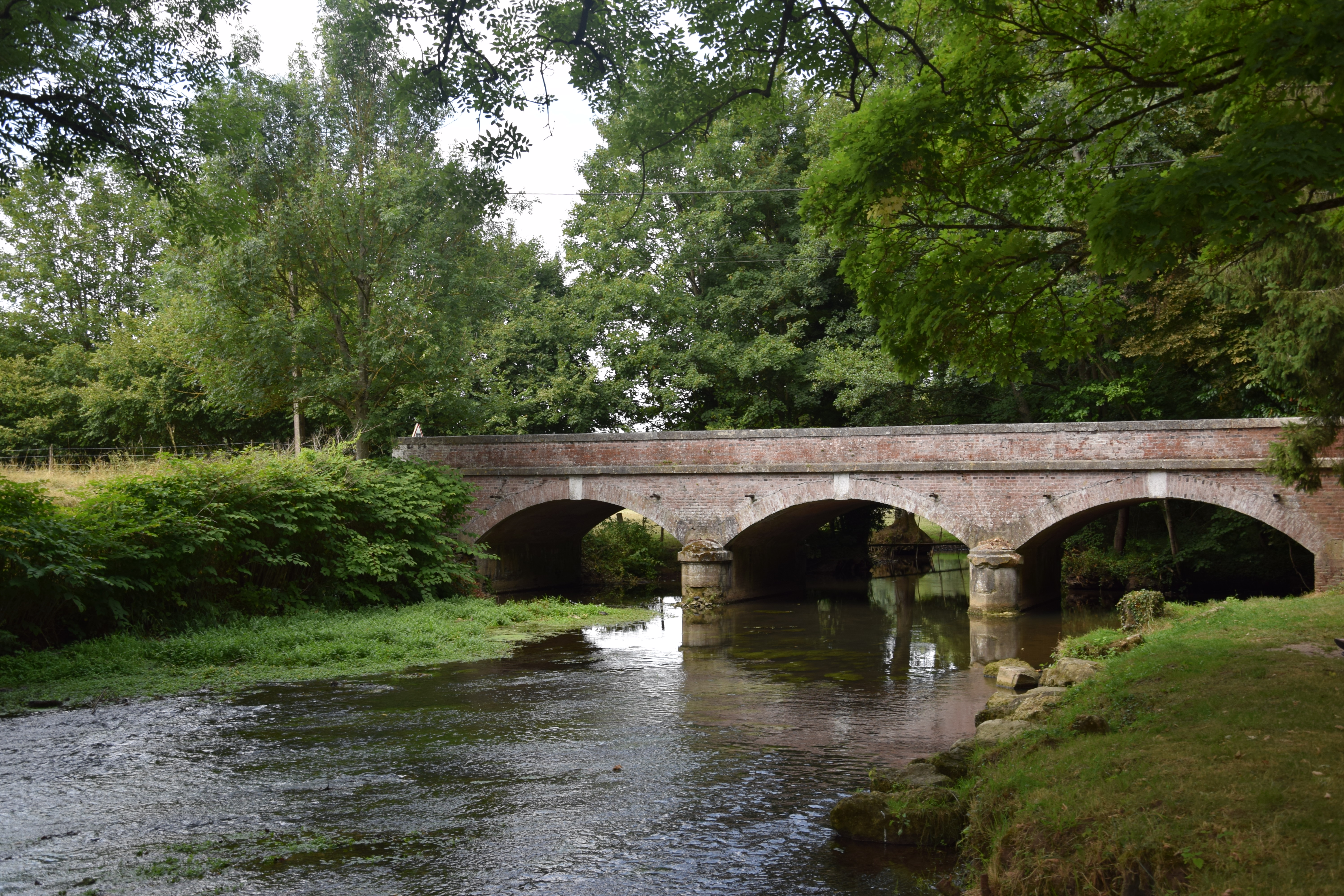
L'Epte.

Le chef-lieu de Talmontiers et son hameau les Landes se situent à la limite ouest du département de l'Oise et de la région Hauts-de-France, séparant la commune du département de l'Eure et de la région Normandie. Cette limite est marquée par la rivière de l'Epte qui longe le village.
| Bouchevilliers (Eure) |                 | Lalande-en-Son |
|                       | Talmontiers     |                |
|                       | Amécourt (Eure) | Sérifontaine   |

### Hydrographie
La commune est située dans le bassin Seine-Normandie. Elle est drainée par l'Epte et un autre petit cours d'eau,.
L'Epte, d'une longueur de 113 km, prend sa source dans la commune de Compainville et se jette  dans la Seine à Notre-Dame-de-la-Mer, après avoir traversé 44 communes. 

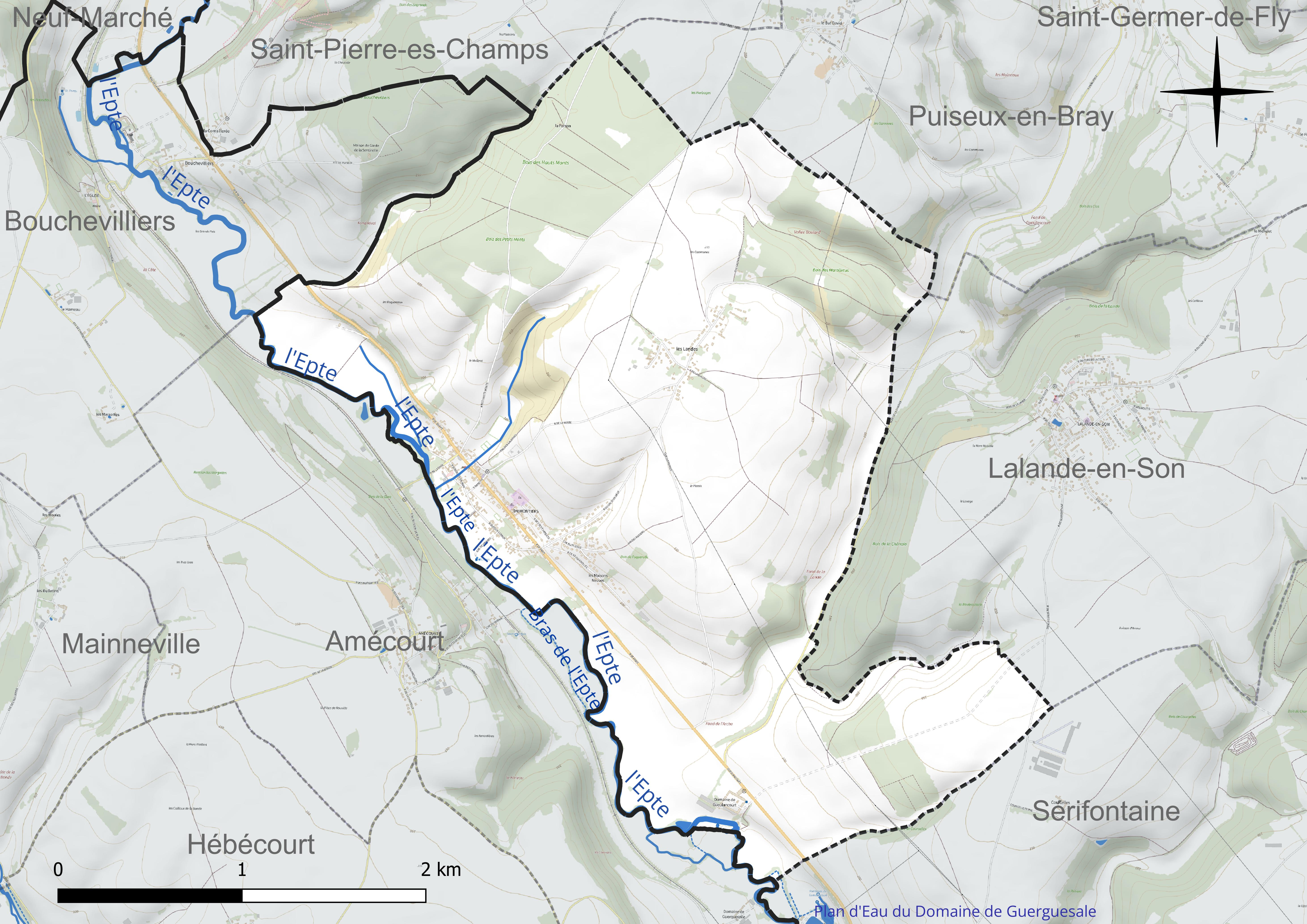
Réseau hydrographique de Talmontiers.

### Climat
Pour des articles plus généraux, voir Climat des Hauts-de-France et Climat de l'Oise.
En 2010, le climat de la commune est de type climat océanique dégradé des plaines du Centre et du Nord, selon une étude du CNRS s'appuyant sur une série de données couvrant la période 1971-2000. En 2020, Météo-France publie une typologie des climats de la France métropolitaine dans laquelle la commune est exposée à un climat océanique et est dans la région climatique  Sud-ouest du bassin Parisien, caractérisée par une faible pluviométrie, notamment au printemps (120 à 150 mm) et un hiver froid (3,5 °C). 
Pour la période 1971-2000, la température annuelle moyenne est de 10,4 °C, avec une amplitude thermique annuelle de 14,4 °C. Le cumul annuel moyen de précipitations est de 774 mm, avec 12 jours de précipitations en janvier et 8,3 jours en juillet. Pour la période 1991-2020, la température moyenne annuelle observée sur la station météorologique la plus proche, située sur la commune d'Étrépagny à 13 km à vol d'oiseau, est de 11,3 °C et le cumul annuel moyen de précipitations est de 774,0 mm,. Pour l'avenir, les paramètres climatiques de la commune estimés pour 2050 selon différents scénarios d'émission de gaz à effet de serre sont consultables sur un site dédié publié par Météo-France en novembre 2022.

## Urbanisme

### Typologie
Au 1er janvier 2024, Talmontiers est catégorisée commune rurale à habitat dispersé, selon la nouvelle grille communale de densité à sept niveaux définie par l'Insee en 2022.
Elle est située hors unité urbaine. Par ailleurs la commune fait partie de l'aire d'attraction de Paris, dont elle est une commune de la couronne,. 

### Occupation des sols
L'occupation des sols de la commune, telle qu'elle ressort de la base de données européenne d'occupation biophysique des sols Corine Land Cover (CLC), est marquée par l'importance des territoires agricoles (78,2 % en 2018), une proportion identique à celle de 1990 (78,2 %). La répartition détaillée en 2018 est la suivante : 
terres arables (61,2 %), forêts (18,5 %), prairies (13 %), zones agricoles hétérogènes (4 %), zones urbanisées (3,3 %). L'évolution de l'occupation des sols de la commune et de ses infrastructures peut être observée sur les différentes représentations cartographiques du territoire : la carte de Cassini (XVIIIe siècle), la carte d'état-major (1820-1866) et les cartes ou photos aériennes de l'IGN pour la période actuelle (1950 à aujourd'hui).

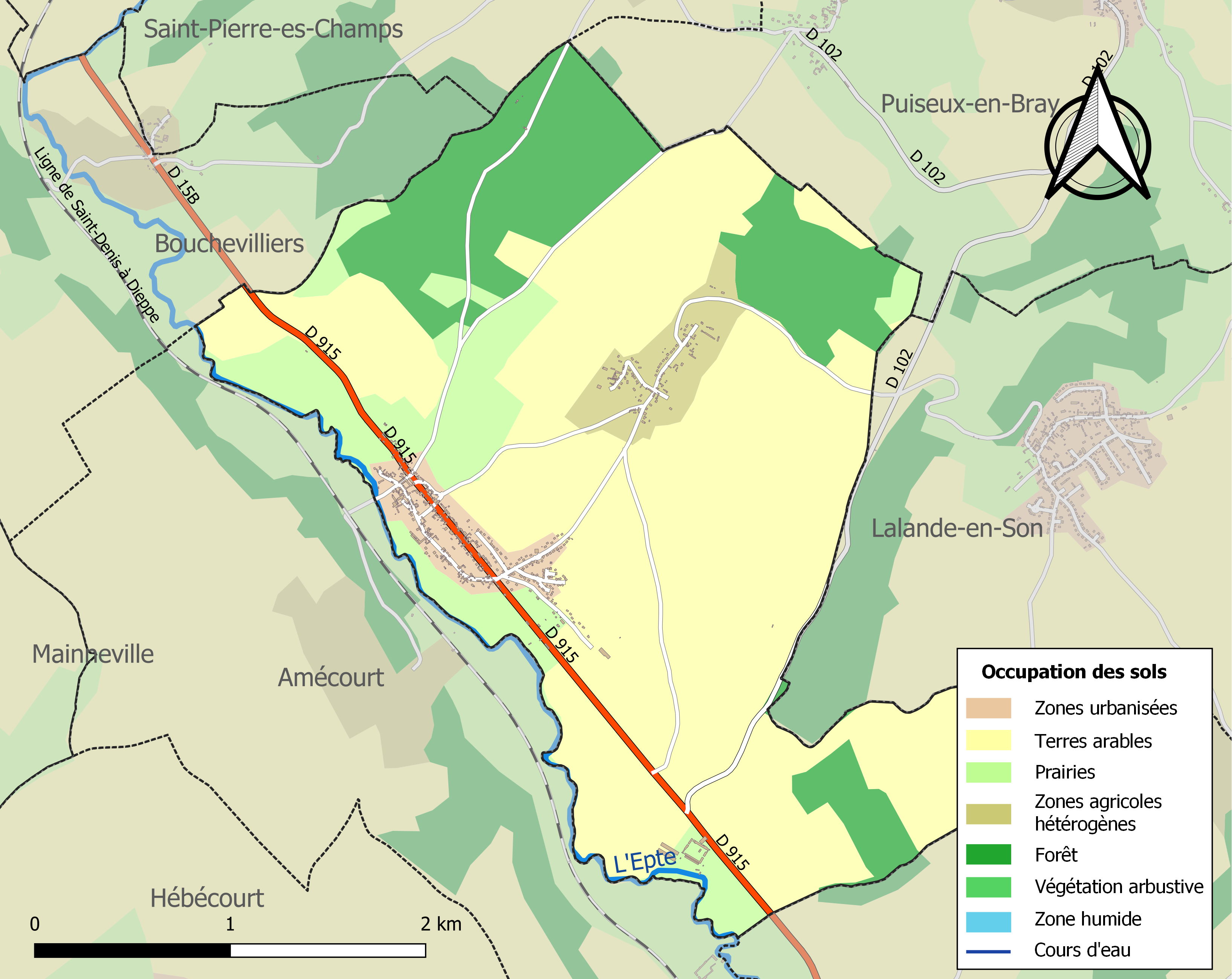
Carte des infrastructures et de l'occupation des sols de la commune en 2018 (CLC).

### Voies de communication et transports
Le village de Talmontiers est aujourd'hui traversé par l'ex-route nationale 15 devenue RD 915, reliant les Yvelines au Havre dans la Seine-Maritime.
La commune est desservie, en 2023, par les lignes 618, 6123 et 6136 du réseau interurbain de l'Oise.

## Toponymie
On retrouve des traces du village depuis le Moyen Âge. Plusieurs appellations se sont succédé : Talomosterium (1152), Talomonstier (vers 1172), Talou Moustier (1292). Le village était appelé Taillemontier vers 1750.

## Politique et administration
| Période                                  | Période                       | Identité       | Étiquette | Qualité                                 |
| ---------------------------------------- | ----------------------------- | -------------- | --------- | --------------------------------------- |
| Les données manquantes sont à compléter. |                               |                |           |                                         |
| mars 2001                                | En cours (au 19 octobre 2014) | Jacky Leborgne | SE        | Retraité Réélu pour le mandat 2014-2020 |

## Population et société

### Démographie

#### Évolution démographique
L'évolution du nombre d'habitants est connue à travers les recensements de la population effectués dans la commune depuis 1793. Pour les communes de moins de 10 000 habitants, une enquête de recensement portant sur toute la population est réalisée tous les cinq ans, les populations de référence des années intermédiaires étant quant à elles estimées par interpolation ou extrapolation. Pour la commune, le premier recensement exhaustif entrant dans le cadre du nouveau dispositif a été réalisé en 2005.

En 2022, la commune comptait 648 habitants, en évolution de −5,68 % par rapport à 2016 (Oise : +0,87 %, France hors Mayotte : +2,11 %).
| 1793 | 1800 | 1806 | 1821 | 1831 | 1836 | 1841 | 1846 | 1851 |
| ---- | ---- | ---- | ---- | ---- | ---- | ---- | ---- | ---- |
| 502  | 517  | 563  | 553  | 598  | 618  | 595  | 560  | 565  |

| 1856 | 1861 | 1866 | 1872 | 1876 | 1881 | 1886 | 1891 | 1896 |
| ---- | ---- | ---- | ---- | ---- | ---- | ---- | ---- | ---- |
| 617  | 536  | 514  | 473  | 453  | 447  | 450  | 425  | 431  |

| 1901 | 1906 | 1911 | 1921 | 1926 | 1931 | 1936 | 1946 | 1954 |
| ---- | ---- | ---- | ---- | ---- | ---- | ---- | ---- | ---- |
| 427  | 402  | 406  | 391  | 390  | 334  | 296  | 359  | 358  |

| 1962 | 1968 | 1975 | 1982 | 1990 | 1999 | 2005 | 2006 | 2010 |
| ---- | ---- | ---- | ---- | ---- | ---- | ---- | ---- | ---- |
| 349  | 319  | 349  | 411  | 630  | 653  | 725  | 726  | 748  |

| 2015 | 2020 | 2022 | - | - | - | - | - | - |
| ---- | ---- | ---- | - | - | - | - | - | - |
| 690  | 662  | 648  | - | - | - | - | - | - |

#### Pyramide des âges
La population de la commune est relativement jeune.
En 2018, le taux de personnes d'un âge inférieur à 30 ans s'élève à 32,2 %, soit en dessous de la moyenne départementale (37,3 %). À l'inverse, le taux de personnes d'âge supérieur à 60 ans est de 24,6 % la même année, alors qu'il est de 22,8 % au niveau départemental.
En 2018, la commune comptait 328 hommes pour 348 femmes, soit un taux de 51,48 % de femmes, légèrement supérieur au taux départemental (51,11 %).
Les pyramides des âges de la commune et du département s'établissent comme suit.
| Hommes | Classe d’âge | Femmes |
| ------ | ------------ | ------ |
| 0,0    | 90 ou +      | 0,3    |
| 5,6    | 75-89 ans    | 7,6    |
| 17,4   | 60-74 ans    | 18,2   |
| 28,7   | 45-59 ans    | 25,2   |
| 15,3   | 30-44 ans    | 17,3   |
| 13,4   | 15-29 ans    | 15,2   |
| 19,6   | 0-14 ans     | 16,1   |

| Hommes | Classe d’âge | Femmes |
| ------ | ------------ | ------ |
| 0,5    | 90 ou +      | 1,4    |
| 5,5    | 75-89 ans    | 7,6    |
| 15,6   | 60-74 ans    | 16,3   |
| 20,8   | 45-59 ans    | 20     |
| 19,4   | 30-44 ans    | 19,4   |
| 17,6   | 15-29 ans    | 16,2   |
| 20,6   | 0-14 ans     | 19,1   |

## Culture locale et patrimoine

### Lieux et monuments

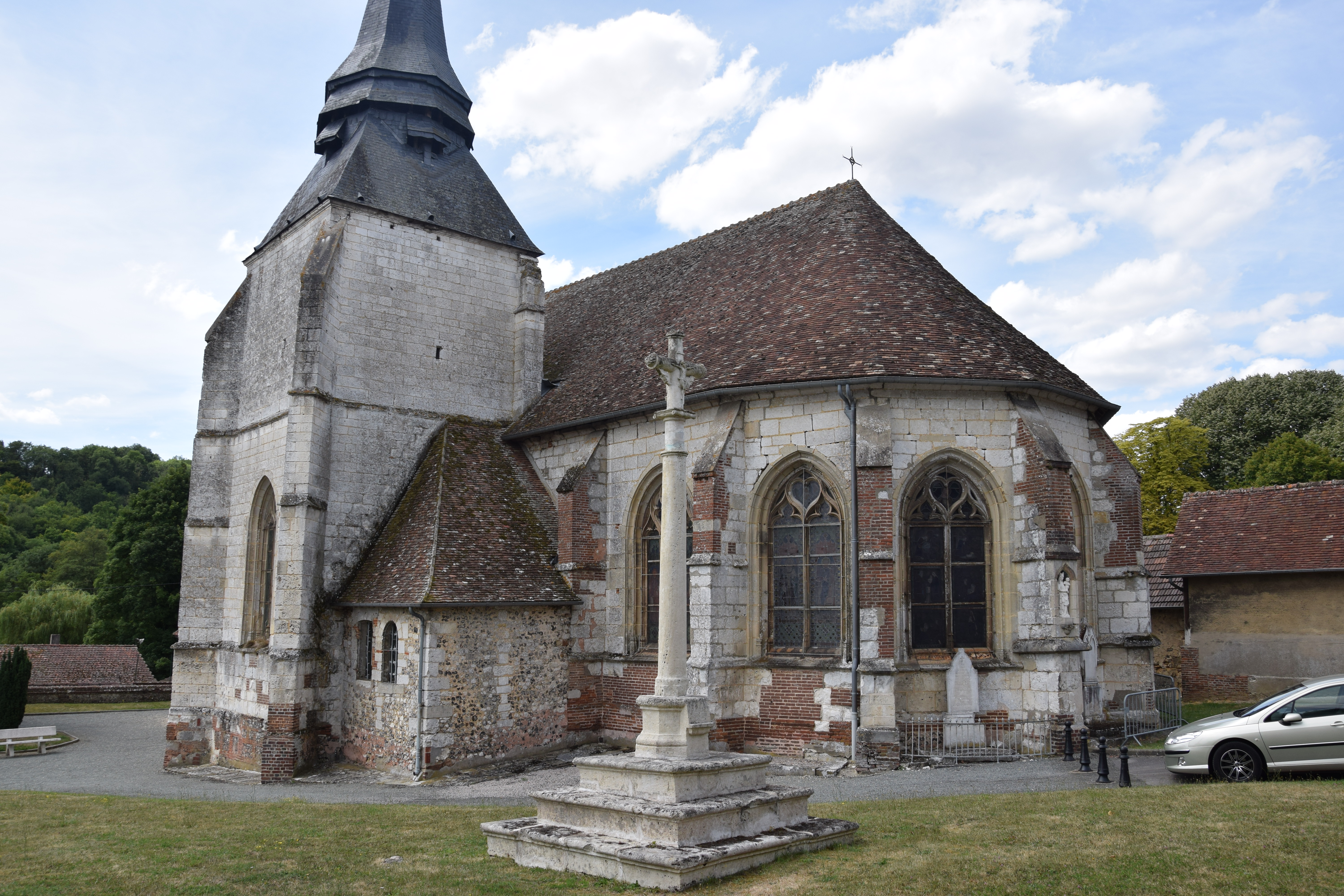
L'église.

- Église du XVIe siècle.

### Personnalités liées à la commune
- Claude Legros, acteur né à Talmontiers en 1932.

### Héraldique
| Blason de Talmontiers | Blason  | D'argent au chef-pal d'azur chargé sur le chef d'une clé en fasce d'or et sur le pal d'une épée basse du même, accosté de deux lions affrontés de gueules. |
| Blason de Talmontiers | Détails | Le statut officiel du blason reste à déterminer. |